# Sporazum iz Osla
Sporazum iz Osla, službeno se zove Deklaracija o principima ili Dogovor o privremenoj samoupravi (Declaration of Principles on Interim Self-Government Arrangements) ili Deklaracija o načelima (Declaration of Principles). 
Kao prekretnica u palestinsko-izraelskom sukobu, bio je to prvi izravan sporazum između Izraela i Palestinske oslobodilačke organizacije (PLO). Zamišljen je kao okvir budućih odnosa između Izraela i buduće palestinske države, kada se riješe sva neriješena pitanja konačnog statusa dviju država.
Sporazum je dogovoren u Oslu dana 20. kolovoza 1993., a potom i službeno potpisan na javnoj ceremoniji u Washingtonu 13. rujna 1993., a potpisali su ga u ime Palestinaca Jaser Arafat, te izraelski premijer Yitzhak Rabin. Potpisivanju su svjedočili ministri vanjskih poslova Warren Christopher iz Sjedinjenih Američkih Država i Andrej Kozirev iz Rusije, kao i američki predsjednik Bill Clinton.
Sporazum je predvidio stvaranje jedne palestinske vlasti. Palestinska vlast je po tom sporazumu trebala dobiti odgovornost za upravu na teritoriju pod svojom kontrolom. Sporazum je predviđeno povlačenje izraelskih vojnih snaga s područja buduće Palestinske autonomije iz Pojasa Gaze i Zapadne obale.

## Vanjske poveznice
- O Sporazumu iz Osla na stranicama U.S. State Department